# Jiquipilco
Jiquipilco és un municipi de l'estat de Mèxic. Jiquipilco és el cap de municipi i principal centre de població d'aquesta municipalitat. Aquest municipi és a la part nord-occidental de l'estat de Mèxic. Limita al nord amb els municipis de Morelos i Chapa de Mota, al sud amb Isidro Fabela, a l'oest amb Ixtlahuaca i a l'est amb Villa del Carbón.